# Mignon (Schreibmaschine)

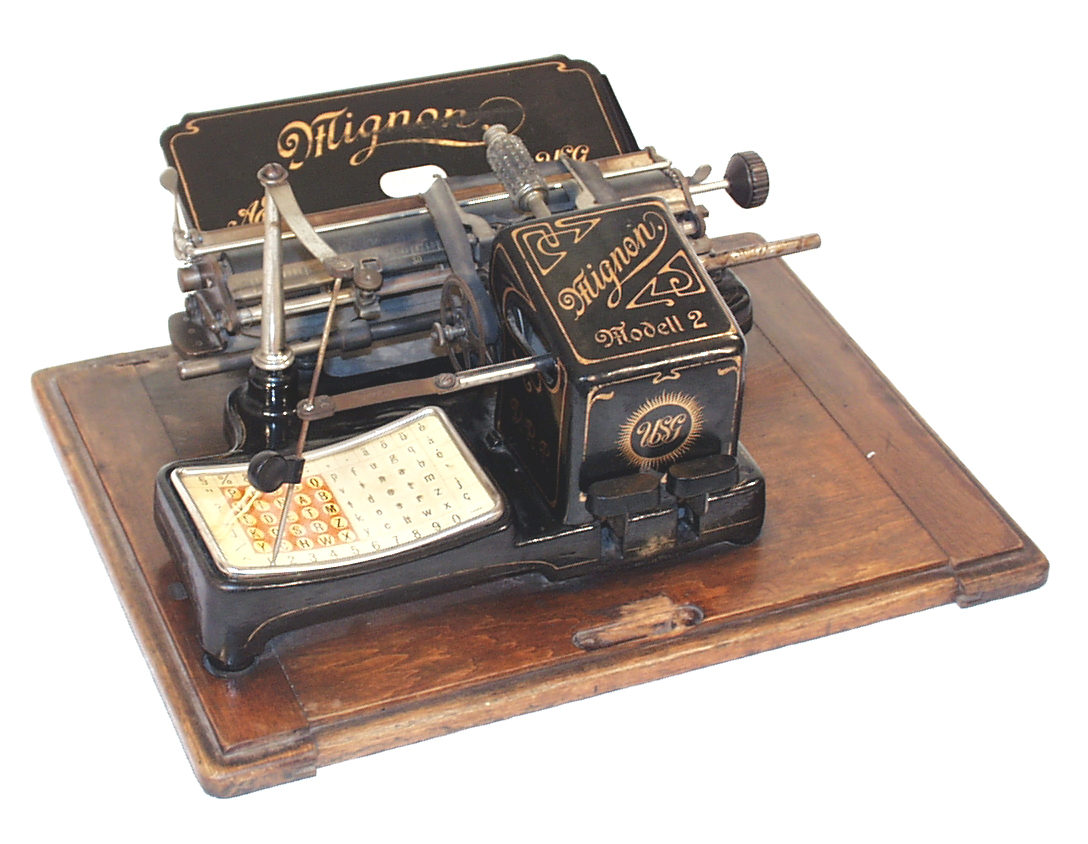
Mignon Modell 2, 1906

Mignon ist der Name eines Schreibmaschinenmodells von AEG.
Diese Schreibmaschine wurde 1903 von Friedrich von Hefner-Alteneck entwickelt und in den Jahren 1903 bis 1934 von der AEG gebaut. Bei dieser Schreibmaschine kam eine Typenwalze (Typenzylinder) als Träger der darstellbaren Zeichen (Typen) zum Einsatz. Die Typenwalze war austauschbar. Bei dem Modell 4, das ab 1924 angeboten wurde, waren über 36 verschiedene Typenwalzen erhältlich, u. a. auch zwei Typenwalzen mit kyrillischen Buchstaben. Ab 1933 wurde eine verbesserte Version als Olympia Plurotyp verkauft.
Zu jeder Typenwalze gehörte ein austauschbares Tableau (Buchstabenfeld) mit den verfügbaren Zeichen, das unter einen Zeiger in die Mignon-Schreibmaschine eingespannt werden musste. Mit der linken Hand wurde der Zeiger über das jeweils gewünschte Zeichen geführt. Durch gekoppelte Mechanik stellte sich die Typenwalze mit dem entsprechenden Zeichen über das Papier. Durch Betätigung der Abdrucktaste mit der rechten Hand druckte die Typenwalze das Zeichen auf das Papier. Mit einer zweiten Taste konnte ein Leerzeichen erzielt werden.
Beim Modell 4, das ab 1923 gebaut wurde, kam noch eine Rücktaste hinzu. Beim Betätigen der Rücktaste wurde der Wagen um einen Schreibschritt zurücktransportiert, um korrigieren zu können.
Das unten abgebildete Modell 4 ist nicht die erste Ausführung; diese hatte noch einen Walzendrehknopf aus Metall und keine Rücktaste. Drehknopf aus Hartgummi und Rücktaste (wie im Bild) wurden im Laufe der Serie eingeführt.
| Produktionszeitraum | Modell           | Abbildung             | Stückzahl |
| ------------------- | ---------------- | --------------------- | --------- |
| 1903–04             | Mignon 1         |                       | 100       |
| 1904–               | Mignon 2         | Mignon Modell 2, 1906 |           |
| –1923               | Mignon 3         |                       |           |
| 1923–33             | Mignon 4         |                       |           |
| 1933–               | Olympia Plurotyp |                       |           |